# .50 BMG
.50 Browning Machine Gun (.50 BMG, 12.7×99mm NATO и означен као 50 Browning од стране Сталнe међународнe комисијe за доказ малокалибарског оружја) је 50 in (1.270,0 mm) калибар метка развијен за Браунинг М2 касних 1910-их, улазећи у званичну службу 1921. Под STANAG 4383, то је стандардни сервисни метак за НАТО снаге као и за многе државе које нису чланице НАТО-а. Сам метак је направљен у неколико варијаната: неколико генерација обичних металних кугличних, трагајућих, пробојних, запаљивих, и саботажних и подкалибарких метака. Меци намијењени за митраљезе су направљени у континуални каиш користећи металне повезнице.
.50 BMG метак је такође кориштен за антиматеријалне пушке. Доступна је широка лепеза муниције, доступност муниције за match grade повећала је корисност пушака у .50 калибру омогућавајући прецизнију паљбу од метака слабијег квалитета.

## Историја
Kao на одговор на потребу за новим против-ваздушним наоружањем током Првог свјетског рата, Џон Браунинг је развио .50 BMG. Он је желио да се метак користи у митраљезима, и желио је да митраљез буде заснован на увећаној верзији Браунинга М1917.
Развој .50 BMG метка се некад мијеша са њемачким 13.2 mm, који је развијен од стране Њемачке за противтенковско оружје за борбу против британских тенкова из Првог свјетског рата и против авијације.  Према American Rifleman: "Заправо, Browning .50 је настао у Великом рату. Америчко интересовање за метке за пробијање оклопа било је под утицајем маргиналног француског дизајна од 11 мм, што је подстакло официре наоружања америчке војске да консултују Браунинга. Жељели су тешки пројектил брзине од 2.700 ft/s (820 m/s), али муниција није постојала. Браунинг је размислио о ситуацији и, према ријечима његовог сина Џона, одговорио је: "Па, метак звучи прилично добро за почетак. Ви правите неке метке, а ми ћемо мало пуцати.'"
American Rifleman даље објашњава да је на развој "наводно утицала њемачко противтенковско оружје 13.2x92 mm SR (.53-cal.)" и да је тада "Орднанце склопио уговор са Винчестером да дизајнира метак калибра .50-cal. Након тога, Франкфорд Арсенал је преузео од Винчестера, производећи историјски .50 BMG или 12.7x99 mm метак. Америчка војска се касније вратича Џону Браунингу по право оружје. У сарадњи са Колтом, он је произвео прототипове спремне за тестирање и, иронилно, завршио их 11. новембра 1918."
Метак је кориштен за Браунинг М1921. Ова пушка је касније кориштена за развој M2ХБ који је са својим пробојним мецима калибра .50 наставио да функционише као противавионски и противвозни митраљез, способан да пробије 230 mm оклопног челика каљеног лица на 200 m, 25 mm ваљаног хомогеног оклопа на истој удаљености, и 1900 mm на 500 m.
Деценијама касније, .50 BMG је био опремљен пушкама велике снаге. Берет М82 калибра .50 и касније варијанте су развијене током 80-их и побољшале су антиматеријалну моћ војног снајперисте. Искусни снајпериста може ефективно неутрализовати пјешадијску јединицу елиминисајући неколико мета (војници или опрема) без откривања његове прецизне локације. Велики домет (преко једне миље) између ватреног положаја и мете омогућава снајперисту времена да избегне одмазду непријатеља било узастопном промјеном положаја или безбедним повлачењем.